# Freiensteinau
Freiensteinau is een gemeente in de Duitse deelstaat Hessen, en maakt deel uit van de Vogelsbergkreis.
Freiensteinau telt 3.106 inwoners.
Alsfeld ·
Antrifttal ·
Feldatal ·
Freiensteinau ·
Gemünden (Felda) ·
Grebenau ·
Grebenhain ·
Herbstein ·
Homberg (Ohm) ·
Kirtorf ·
Lauterbach (Hessen) ·
Lautertal (Vogelsberg) ·
Mücke ·
Romrod ·
Schlitz ·
Schotten ·
Schwalmtal ·
Ulrichstein ·
Wartenberg